# Rûna
Rûna è il quarto album in studio del gruppo musicale britannico Fire + Ice, pubblicato nel 1996.

## Tracce
1. Rûna - 3:40
2. Hamr - 4:20
3. Reyn til Rûna! - 0:39
4. Weirdstaves: Fyrstr Aettir / Annar Aettir / Þriði Aettir - 14:57
5. Tha Galdor - 4:24
6. ...Of Midgarð	- 3
7. Egil - 4:05
8. Holy Mead - 5:16
9. Seiðkona - 1:47

Durata totale: 42:46

## Crediti

### Musicisti
- Ian Read – voce
- Matthew Butler - tastiere, percussioni, flauto, chitarra elettrica suonata con arco, voce
- Ian Pirrie - chitarra acustica, elttrica e suonata con arco, tastiere
- Katerina - voce corista
- Ingrid Wultsch - voce (sulla traccia 9)

### Personale tecnico
- Julie Foreman - fotografa
- Phil Hine - artista cover

### Altri riconoscimenti
- Edred Thorsson
- Crystal Dawn
- Stephani Williams
- The Galdormenn
- Eormensyl Hall of the Rune-Gild
- James Chisholm
- David Tibet
- Douglas Pearce
- Dan Sumpter
- Cynthia Tegerstrand
- Gary Hollands
- Charlotte Sweeny